# Keleti-kőfejtő 7. sz. barlang
A Keleti-kőfejtő 7. sz. barlang Budapest III. kerületében, a Duna–Ipoly Nemzeti Parkban lévő Budai Tájvédelmi Körzetben található egyik barlang.

## Leírás
A budai termálkarszt K-i részén, a Mátyás-hegy DK-i felhagyott, kétszintes kőfejtőjének felső bányaszintjén, az É-i sziklafal DK felé néző, K-i, jobb oldali részén, 15 m relatív magasságban van a bejárata. A Keleti-kőfejtő 7. sz. barlangnak és a közeli Keleti-kőfejtő 6. sz. barlangnak kb. ugyanabban a magasságban, egymástól 5 m-re vannak a bejáratai. A bejárata természetes jellegű, de bányászat miatt nyílt meg, szabálytalan alakú és vízszintes tengelyirányú.
A lezáratlan barlang tektonikus hasadék mentén a mélyből feltörő hévizek oldóhatása miatt keletkezett. Engedéllyel és barlangjáró alapfelszereléssel látogatható.
Előfordul a Keleti-kőfejtő 7. sz. barlang az irodalmában 7-es barlang (Acheron 1993), 7-es sz. barlang (Fehér 1994), 7. sz. barlang (Kárpát 1984), 7.sz. barlang (Kárpát 1984), 7.sz.barlang (Kárpát 1984), 7. sz. objektum (Fehér 1994), 7. sz. üreg (Kárpát 1983), Keleti-kőfejtő 6-7. sz. barlangja (Leél-Őssy 1995), Keleti-kőfejtő 7. sz. barlangja (Baja 1998), Kormos-barlang (Fehér 1994), Kürtős-barlang (Fehér 1994) és Mátyás-h. DK-i 7. barlang (Kárpát 1984) neveken is.

## Kutatástörténet
Közelben lakó, idős emberek elmondása alapján sok üreg volt a kőfejtő talpszintjén akkor, amikor működött a kőbánya. A felső bányaudvar falán található sok kis barlang és a sok barlangindikáció, képződmény arra utal, hogy a kőfejtés egy nagy barlangot pusztított el, vagy a nagy barlang felső részét. A ma látható barlangok ennek a nagy barlangnak a maradványai. Az 1943. évi Barlangvilágból megtudható, hogy Bertalan Károly és Albert Béla, a Buda környéki barlangok módszeres feldolgozásának keretében, átkutattak a Mátyás-hegy és a Kecske-hegy kőfejtőiben lévő 14 kis üreget.
Az 1957. évi Földrajzi Értesítőben napvilágot látott, Leél-Őssy Sándor által írt tanulmányban meg vannak említve a mátyás-hegyi nagy kőfejtő üregei, amelyek nummuliteszes mészkőben alakultak ki. A tanulmányban lévő, a Budai-hegység barlangjainak földrajzi elhelyezkedését bemutató helyszínrajzon megfigyelhető a Mátyás-hegy nagy kőfejtőjében található üregek földrajzi elhelyezkedése. (Ezek az üregek a helyszínrajzon a hévizes eredetű barlangokhoz vannak sorolva.) Az 1958-ban kiadott, Budapest természeti képe című könyvben az olvasható, hogy a Mátyás-hegy D-re néző nagy kőfejtőjének falában vannak hévizes eredetű üregek. Az 1961-ben megjelent, Vitéz András és Pap Miklós által szerkesztett, Budapest című könyvben szó van arról, hogy a Mátyás-hegy DK-i oldalában található kőfejtőben üregeket láthat a kiránduló, melyek a Mátyás-hegyi-barlanghoz hasonlóak, de kis méretűek.
Az 1963. évi Karszt- és Barlangkutatási Tájékoztatóban publikált jelentésben meg van említve, hogy a BEAC Barlangkutató Csoport 1962-ben kutatta a Mátyás-hegy K-i kőfejtőjét. A kőfejtő sziklafalán látszik néhány nyílás, melyek közül kettő (jelenlegi állapotuk szerint) barlangnak nevezhető. Kutatásukkal még nem foglalkozott senki. Láng Gábor geológus feltérképezte az üregeket. Jellegzetes gömbfülkék utalnak az üregek hévizes eredetére. Kb. 4 m átmérőjű a legnagyobb. A Barit-barlang feltárásán kívül még két másik helyen is biztató a kutatás.
Az 1964. évi Karszt- és Barlangkutatási Tájékoztatóban szó van arról, hogy a Budapest III. kerületében elhelyezkedő Mátyás-hegy Dunára tekintő kőfejtőjében, 1963-ban találhatók régóta ismert üregmaradványok. Nagyon fel van töltődve a gömbfülkékből és hidrotermális hasadékokból álló üregrendszer. A BEAC Természetjáró Szakosztály Barlangkutató Csoportjának tagjai 1962-től végeznek feltáró munkát a kőfejtő néhány pontján. 1963-ban, kb. 200 órát dolgozva előre tudtak haladni több helyen. Úgy látták, hogy a helyzet biztató, de csak sok munkával érhetnek el eredményt. Tervezték, hogy 1964-ben folytatják a feltáró munkát a kőfejtőben. Elkezdték a hely kőzettani és ásványtani feldolgozását, a terület pontos felmérését, beszintezését és feltérképezését. Minden bizonnyal tavasszal befejezik a térképkészítő munkát.
Az 1966-ban kiadott, Budai-hegység útikalauz című könyvben az van írva, hogy a Mátyás-hegy másik (DK-i) kőfejtőjében (nem a Mátyás-hegyi-barlang kőfejtőjében) is vannak kis barlangüregek. 9 üreg vált ismertté ebben a kőbányában. Az 1972. évi Karszt és Barlangban közölve lett, hogy 1972. április 24-én (a Budapesti Rendőrfőkapitányság kérésére), eltűntek megtalálása miatt, a Barlangi Mentőszolgálat tagjai átvizsgálták a Mátyás-hegy keleti kőfejtőjének üregeit. A Vass Imre Barlangkutató Csoport 1978. évi jelentésében az van írva, hogy a csoport a csoport több éve végzi a Mátyás-hegyen lévő K-i kőfejtő kutatását és térképezését. A kőfejtő néhány fülkéjét a fiatal csoporttagok 1978-ban megbontották, melynek eredményeként 2–3 m-rel meghosszabbítottak néhány fülkét, de nem értek el jelentős eredményt. Az 1982-ben napvilágot látott, Budai-hegység útikalauz című kiadvány szerint a Mátyás-hegy K-i oldalának kőbányájában vannak hévizes eredetű kis üregek.
Kraus Sándor 1983. február 6-án úgy látta, hogy a kis kőfejtő felső pereménél, ott, ahol a hegyoldal véget ér, a szálkőzetben van két üreg. Az Acheron Barlangkutató Szakosztály 1983-ban elkezdte kutatni és dokumentálni a kőfejtő üregeit. Kárpátné Fehér Katalin és Kárpát József 1983-ban megszerkesztették a Mátyás-hegy DK-i kőfejtőjének térképét, amelyen a Keleti-kőfejtő 7. sz. barlang elhelyezkedése és alaprajza is látszik. A barlang a térkép szerint 235 m tengerszint feletti magasságban helyezkedik el. Kárpát József ebben az évben rajzolt egy topográfiai térképet, amelyen látható a Mátyás-hegyi-barlang és a DK-i kőfejtő üregeinek elhelyezkedése. A térképen az üregek újra vannak számozva.
Az 1983. évi szakosztályi jelentés szerint a hegy geológiai viszonyai és a területen ismert barlangok, valamint üregek miatt itt valószínűleg a jelenleginél nagyobb üregrendszer van. A kőbánya üregeinek feltárásával lehetőség nyílhat a Mátyás-hegyi-barlangrendszer jobb megismerésére. Év elején, a területen, a szakosztály tagjai rendszeresen végeztek terepbejárásokat. A szakosztály kidolgozta a kőfejtő kutatási tervét. Az általuk ismert és az általuk megtalált szakirodalom alapján nem tudták az üregek neveit és számait beazonosítani. A 7. sz. üreget nem tudták komolyan kutatni időhiány miatt. A jelentéshez mellékelve lett egy fénykép, amely a kőfejtő topográfiai felmérését mutatja be. A fényképen látható a Keleti-kőfejtő 7. sz. barlang bejárata. Az 1983. évi MKBT Beszámolóban megjelent egy jelentés a barlang kutatásáról és a kőfejtő 1983-ban szerkesztett topográfiai térképe.

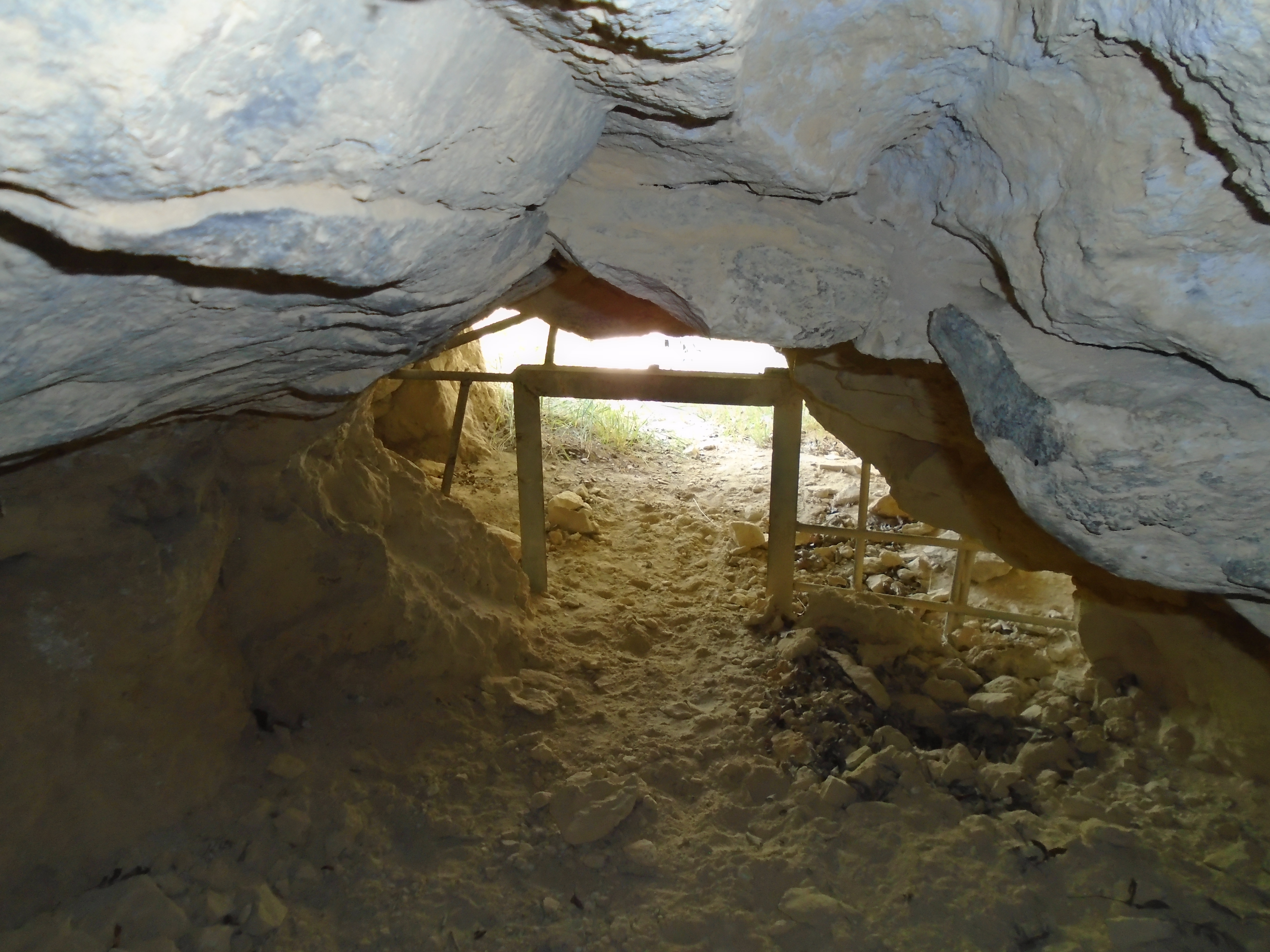
A Keleti-kőfejtő 7. sz. barlang bejárata belülről

Az 1984-ben kiadott, Magyarország barlangjai című könyv országos barlanglistájában nem szerepel a barlang. A barlangot Kárpátné Fehér Katalin 1984-ben felmérte, majd 1984-ben, a felmérés adatainak felhasználásával meg lett szerkesztve a Keleti-kőfejtő 7. sz. barlang alaprajz térképe és keresztmetszet térképe. Az alaprajz térképen megfigyelhető a keresztmetszet elhelyezkedése a barlangban. A térképlapon, az alaprajz térkép használatához jelölve van az É-i irány.
Az 1984. évi szakosztályi jelentésben az olvasható, hogy a Mátyás-hegy DK-i, már nem művelt kőfejtőjében van sok, hévizes eredetű üregrendszer, melyek eocén mészkőben és bryozoás márgában alakultak ki. 220–245 m tengerszint feletti magasságban vannak a kőfejtéskor feltárt barlangmaradványok. Ezek (a terület szomszédos barlangrendszereihez hasonlóan) tektonikus előkészítés és mélyből feltörő hévizek keveredési korróziója miatt jöttek létre. A 235 m tengerszint feletti magasságban nyíló Keleti-kőfejtő 7. sz. barlanggal szemben található a Keleti-kőfejtő 6. sz. barlang. A Keleti-kőfejtő 7. sz. barlang hasadékiránya megegyezik a Keleti-kőfejtő 6. sz. barlang hasadékirányával. A két barlang valószínűleg egy rendszert alkotott.
Bányafalba nyílik a Keleti-kőfejtő 7. sz. barlang két kürtője, harmadik kürtője pedig egy felső járatba vezet. Hévizes eredetű barlang, amelyben kevés a képződmény. 12 m hosszú és 4 m magas. A jelentésben van egy olyan fénykép, amely a kőfejtő homlokfalát mutatja be. A fényképen be van jelölve a Keleti-kőfejtő 7. sz. barlang bejárata. A kéziratba bekerült egy olyan fénykép is, amely közelről szemlélteti a barlangbejáratot. Az 1984. évi MKBT Beszámolóban publikálva lett a barlang leírása, 1984-ben rajzolt térképei és a DK-i kőfejtő 1983-ban készült topográfiai térképe.
Az 1991. évi szakosztályi jelentésben az van írva, hogy a kőbánya legtöbb barlangjának kutatását akkor lehet folytatni, ha azok biztonságossá vannak téve ácsolással és betonozással. A kis barlangok állapota tovább romlik, mert nem áll módjukban lezárni a barlangokat. A rongálás leginkább a képződményeken látszik. A kőbánya nagyon ígéretes terület, leginkább a Mátyás-hegyi-barlang felé található feltáratlan területek irányába érdemes kutatni. Kraus Sándor 1992. november 7-i feljegyzése szerint a kőfejtő ÉK-i sarkában, fent a falon, 235 m tengerszint feletti magasságban található a Keleti-kőfejtő 7. sz. barlang. Kovás. A barlangban vastag kalcittelérek vannak. 1–3 cm vastag, kerítéskristályokból álló kéreg keletkezett a kalcitteléreken is. Két rétegben vannak általában. A nagy breccsadarabok közti üregeket is ilyen jellegű anyag tölti ki.
A szakosztály 1993-ban, a Keleti-kőfejtő 6. sz. barlangban felfedezett új részben talált olyan nadrágfoszlányokat, melyek valószínűleg a felette kezdődő Keleti-kőfejtő 7. sz. barlang kitöltéséből kerülhettek be. Nem bontották össze a két barlangot, de pontosan felmérték az összefüggést. Az 1993. évi szakosztályi jelentés szerint a Keleti-kőfejtő 7. sz. barlang 12 m hosszú. A kéziratba bekerült egy beszámoló, amelyben ismertetve van a barlang kutatása. A kéziratban van egy olyan helyszínrajz, amelyen látszik a K-i kőfejtő barlangjainak elhelyezkedése. A rajzon a Keleti-kőfejtő 7. sz. barlang is jelölve van.

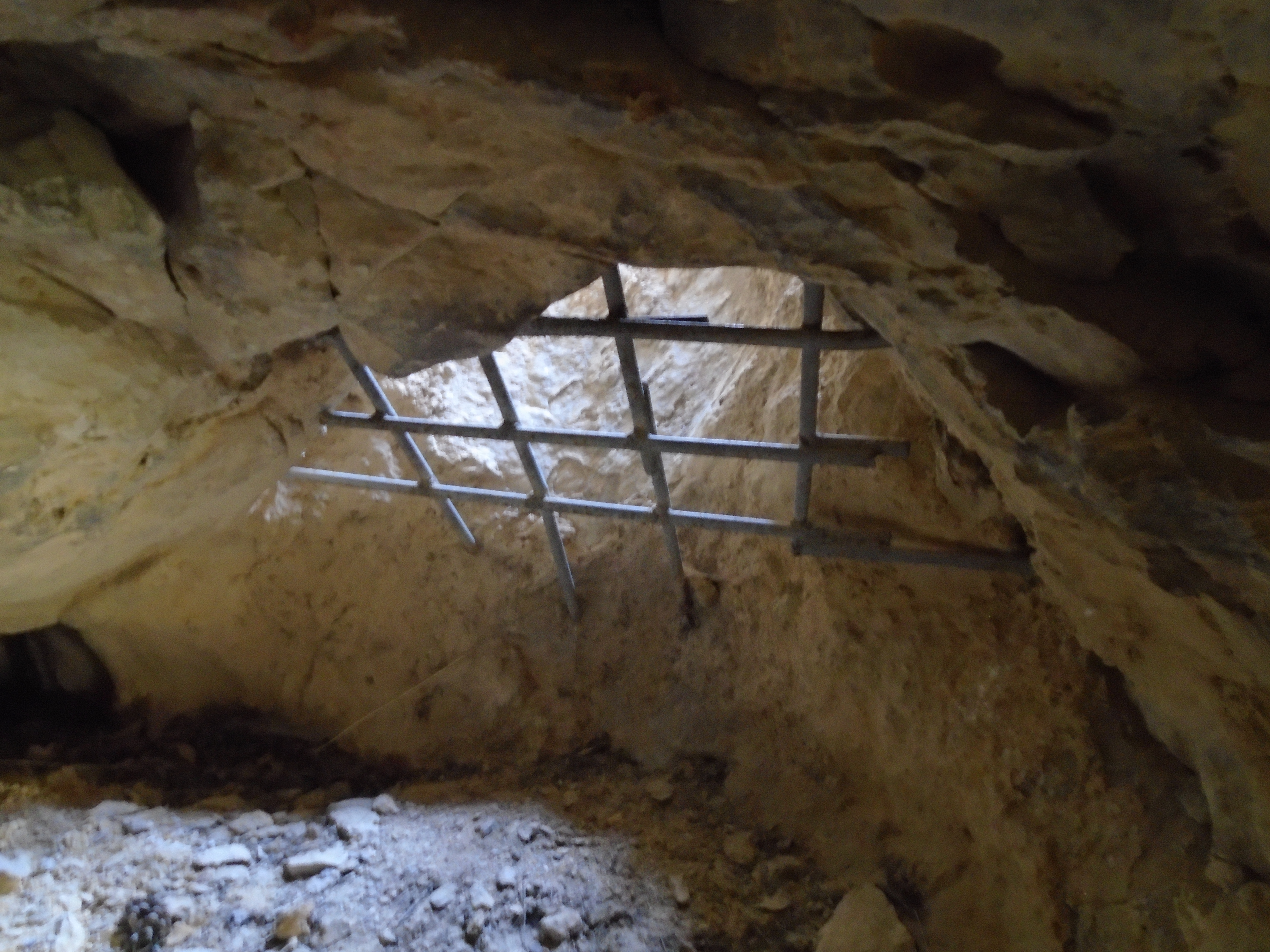
A Keleti-kőfejtő 7. sz. barlang lezárt kürtője

Fehér Katalin 1994 júliusában kapta meg a barlang kutatásához és dokumentálásához szükséges engedélyt. A Fehér Katalin által vezetett csoport megállapítása szerint a Keleti-kőfejtő 6. sz. barlangban lévő Kormos-terem járatának kovás hasadéka tovább folytatódik a Keleti-kőfejtő 7. sz. barlangban, amelyet ezért nem kezeltek külön barlangként, hanem a Keleti-kőfejtő 6. sz. barlang részének tekintették. Fehér Katalin szerint az Acheron Barlangkutató Szakosztály (a szakosztály 1993. évi jelentésében) hasonló megállapítást tett. 1994-ben fel lett mérve a barlang, majd Fehér Katalin 1994 augusztusában, a felmérés adatainak felhasználásával megrajzolta a barlang alaprajz térképvázlatát, amely 1:100 méretarányban mutatja be a barlangot. A térképvázlatot tartalmazó térképlapon együtt van ábrázolva a Keleti-kőfejtő 6. sz. barlanggal.
A Pagony Barlangkutató Csoport 1995-ben elkészítette a kőfejtő szpeleotopográfiai térképét, amely 1:1000 méretarányban mutatja be a kőfejtőt. A térképen látszik a Keleti-kőfejtő 7. sz. barlang elhelyezkedése és alaprajza. A barlang DK/6-7 jelzéssel van jelölve a térképen. A csoport 1995. évi jelentése szerint a Keleti-kőfejtő 7. sz. barlang egy rendszert alkot a Keleti-kőfejtő 6. sz. barlanggal. A Keleti-kőfejtő 7. sz. barlang K-i végpontjának, amelyet omladék zár le, átbontásával esély van a Keleti-kőfejtő 6. sz. barlangban lévő Vau!-terem omladékzónájának megkerülésére. A Keleti-kőfejtő 6. sz. barlang bejáratánál építettek egy standot, amely a Keleti-kőfejtő 7. sz. barlang feltárása miatt készült.
A csoport tagjai 1995. szeptember 23-án kezdték el a Keleti-kőfejtő 7. sz. barlang bontását, amelyben Hertelendi Zoltán, és a komoly gépparkot felvonultató Vass Imre Barlangkutató Csoport segített. Vésőgéppel tágították a barlang folyosójának felénél lévő függőleges szűkületet. Majd a Keleti-kőfejtő 6. sz. barlang bejáratánál épült standról meghúzták csörlővel a végponti omladék első kb. 1×1 m-es tömbjét. A kő 50 cm-t kijjebb csúszott, majd elfordulva keresztben beékelődött a folyosó falai közé. A munka folytatását két módon képzelték el. A tömböt felaprítják, vagy lesüllyesztik a járattalpat a kő alatt. Valószínűleg az első változat előnyösebb, mert a többi, hasonló omladéktömb kivontatását akadályozná a bent hagyott kő. A jelentésbe bekerült 3 olyan, színes fénykép, amelyek bemutatják a feltáró munkát, és az 1995-ben rajzolt szpeleotopográfiai térkép. A kéziratban van egy helyszínrajz, amely 1:1000 méretarányban mutatja be a DK-i kőfejtőt. A helyszínrajzon a DK-i kőfejtő fosszíliáinak lelőhelyei vannak feltüntetve. A rajzon látható a Keleti-kőfejtő 7. sz. barlang elhelyezkedése és alaprajza, de fosszília nem került elő belőle. A jelentésben van egy vegetációtérkép, amelyen látható a barlang elhelyezkedése és alaprajza.

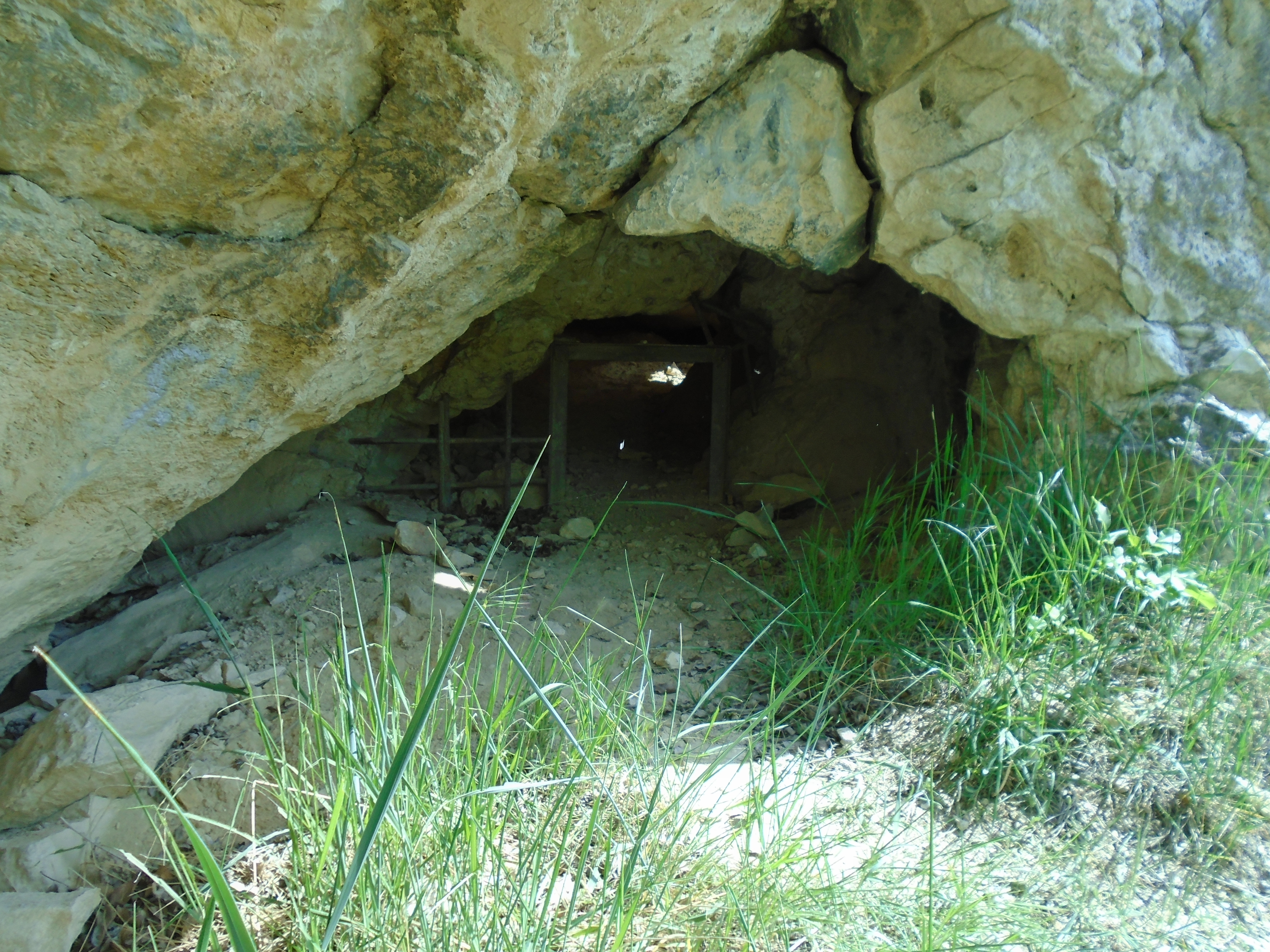
A Keleti-kőfejtő 7. sz. barlang bejárata

Az 1995. évi Földtani Közlönyben napvilágot látott tanulmányban az olvasható, hogy 1900 körül, a Pálvölgy környékén intenzív lett a kőbányászat, és emiatt tárták fel a DK-i kőfejtő barlangjait. A kőfejtő üregeinek egy részét a kőbányászat után tárták fel. Kb. 250 m a jelenleg ismert járathossz a kőfejtőben. A lefejtett járathossz nehezen becsülhető meg, de legalább még egyszer ennyi lehetett. A tanulmányban Keleti-kőfejtő 6-7. sz. barlangja a barlang neve. A kőfejtő É-i sarkában, 15 m relatív magasságban van a barlang bejárata. A Keleti-kőfejtő 6. sz. barlangnak és a Keleti-kőfejtő 7. sz. barlangnak egymástól 5 m-re van a bejárata. A barlangban kapcsolódik egy jellegzetes, csőszerű, hévizes kürtő egy lapos folyosóhoz. A tanulmányhoz mellékelve lett a Rózsadomb és környéke barlangjainak helyszínrajza, illetve a Mátyás-hegyen lévő, K-i kőfejtő barlangjainak helyszínrajza. A két helyszínrajzon jelölve van a Keleti-kőfejtő 7. sz. barlang helye.
A Pagony Barlangkutató Csoport 1996-ban nem tudta eltávolítani, illetve szétverni kézi erővel a végponti kőtömböt. Vésőgépet nem tudtak szerezni ebben az évben, és ezért nem tudtak eredményesen dolgozni ezen a munkahelyen. 1996. évi jelentésükben az olvasható, hogy a bányászat miatt szétválasztott barlangrendszer, azaz a Keleti-kőfejtő 6. sz. barlang és a Keleti-kőfejtő 7. sz. barlang az É-i fal K-i részén helyezkedik el. Letolódási zóna mentén keletkezett a barlangrendszer egy része. A valószínűleg jelentős vastagságú kitöltő üledéken kívül egy helyen kalcitlemez szinlők láthatók. A zónával párhuzamosan haladó járat Ny-i végén ÉK-i irányú járat kezdődik és ez a járat oldásformáival, borsókő kiválásaival emlékeztet a Szemlő-hegyi-barlang Hosszú-folyosójára. Különlegessége, hogy a járat lapos réteglap síkját követve Bryozoa tartalmú márgában jött létre és iránya megegyezik az É-i fal hasonló irányú kovazónájával. A járat szintesen haladva kifut a márgából és eléri a nummuliteszes mészkövet. A járat mennyezetében megtalálható a kovaanyag és tengelyét kipreparálódott kalcittelér-maradványok jelzik.

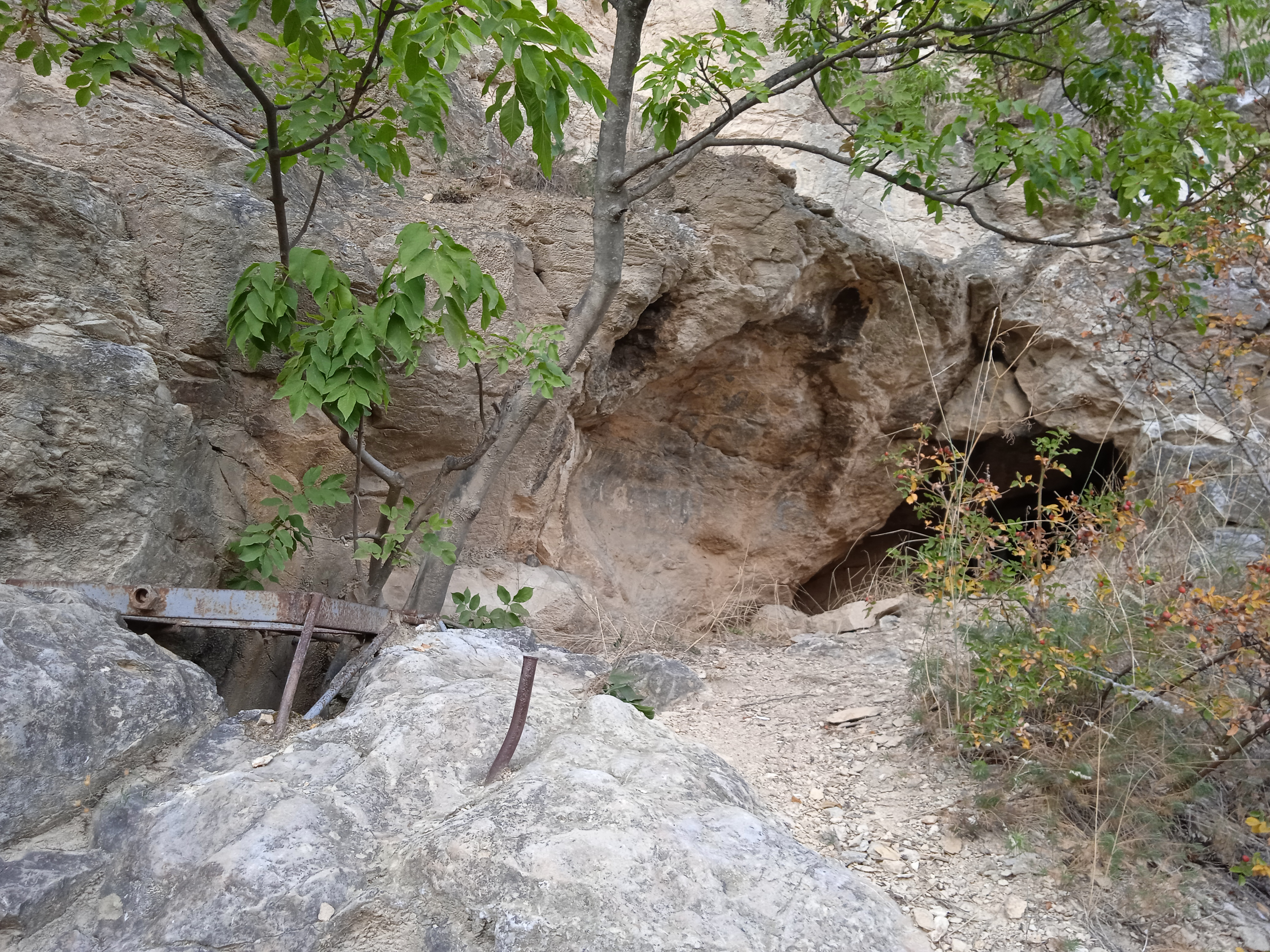
A Keleti-kőfejtő 6. sz. barlang bejárata és a Keleti-kőfejtő 7. sz. barlang bejárata

A barlangban, kb. 230 m-es szinten kiválási szinlő és kalcitlemezek vannak, amelyek 20 m-rel magasabban találhatók, mint a rózsadombi barlangokban eddig ismert hasonló képződmények. Ezeknek a képződményeknek vagy a két mátyás-hegyi kőfejtő közötti, de a törmelék miatt nem kimutatható tektonikus elmozdulás miatt eltérő elhelyezkedése, vagy a 240 m-es édesvízi mészkőszinthez kapcsolhatók. A letolódási sík zónájában elhelyezkedő, mészkő és márga érintkezésénél létrejött barlangokban, például a Keleti-kőfejtő 7. sz. barlangban gázbuborék-áramlási csatornák mentén van még remény arra, hogy új barlangjáratok legyenek felfedezve. Lehetőség van az 5–15 m-rel mélyebben lévő mészkő elérésére tektonikai sík mentén lefelé haladva. Addig azonban nagy mennyiségű kitöltés eltávolítása szükséges. A csoport 1998 és 2002 között, a Keleti-kőfejtő 7. sz. barlang járattalpának süllyesztésével előkészítette a végponti kőtömb eltávolítását. A tilforral történő, többszöri próbálkozás ellenére nem sikerült a kő kihúzása és ezért kézzel darabolták fel. A feldarabolás a kevés hely miatt nehéz volt.
Az Ariadne Karszt- és Barlangkutató Egyesület 1998. évi jelentésében egy kissé át vannak fogalmazva a Pagony Barlangkutató Csoport 1996. évi jelentésében leírtak. Az egyesület jelentésében az olvasható, hogy a letolódási zónával párhuzamos járat nummuliteszes és bryozoás márga határán jött létre. A Keleti-kőfejtő 7. sz. barlang letolódási zóna mentén alakult ki. Érdekesség, hogy jelentős cseppkőképződés mutatható ki a barlangban, amelyet borsókőképződés követett. A járatba ezután került a törmelék. 1998. május 14-től a környezetvédelmi és területfejlesztési miniszter 13/1998. (V. 6.) KTM rendelete szerint a Duna–Ipoly Nemzeti Park Igazgatóság illetékességi területén, a Budai-hegységben található Keleti-kőfejtő 7. sz. barlangja az igazgatóság engedélyével látogatható.
A Pagony Barlangkutató Csoport 1999-ben, néhányszor próbálkozott a barlang végpontját elzáró kő eltávolításával, amely ősszel sikerrel járt. Ezzel lehetőség nyílt részletes vizsgálatra és bontómunkára. A csoport 2001. évi jelentésében az van írva, ha lehetőség van rá, akkor 2002-ben folytatja a csoport a barlang bontását. A 2003. évről szóló csoportjelentés szerint nem tudták elvégezni a barlangban a tervezett munkát. Kraus Sándor 2004. december 25-i feljegyzése szerint a kőfejtőt alaposabban kellene kutatni. 2005. szeptember 1-től a környezetvédelmi és vízügyi miniszter 22/2005. (VIII. 31.) KvVM rendelete szerint a Duna–Ipoly Nemzeti Park Igazgatóság működési területén, a Budai-hegységben található Keleti-kőfejtő 7. sz. barlangja a felügyelőség engedélyével látogatható.
Az Ariadne Karszt- és Barlangkutató Egyesület két tagja (Kovács Jenő és Szabó Evelin) 2005-ben felmérte a barlangot, majd Kovács Richárd (szintén az egyesület tagja) a felmérés adatainak felhasználásával, 2005. március 20-án megszerkesztette a Keleti-kőfejtő 7. sz. barlang (Budapest III. kerület, barlangkataszteri egység: 4763) alaprajz térképét és 2 keresztszelvény térképét. Az alaprajz térképen megfigyelhető a 2 keresztszelvény elhelyezkedése a barlangban. A térképlapon, az alaprajz térkép használatához jelölve van az É-i irány. A barlang a felmérés szerint 22 m hosszú és 7 m magas. A Pagony Barlangkutató Csoport 2005-ben nem végzett feltáró kutatást a barlangban.